# Laboratoire des sciences du climat et de l'environnement
 (septembre 2016).
Si vous disposez d'ouvrages ou d'articles de référence ou si vous connaissez des sites web de qualité traitant du thème abordé ici, merci de compléter l'article en donnant les références utiles à sa vérifiabilité et en les liant à la section « Notes et références ».
Le Laboratoire des sciences du climat et l'environnement (LSCE) est une unité mixte de recherche CEA-CNRS-UVSQ, créée en janvier 1998 par la fusion du Centre des faibles radioactivités (CFR) et du Laboratoire de modélisation du climat et de l'environnement (LMCE).
Il est rattaché à la très grande fédération de laboratoires de la région parisienne que constitue l'Institut Pierre-Simon-Laplace (IPSL), un des ensembles moteurs sur les questions environnementales et principalement climatiques dans le monde. L'activité du LSCE est surtout centrée sur « l'étude des mécanismes de l'évolution du climat et de l'environnement externe de la Terre ».
Le LSCE est un des laboratoires les plus reconnus pour l'étude du climat et en particulier des changements climatiques. Il joue un rôle très important dans le cadre du Groupe d'experts intergouvernemental sur l'évolution du climat (GIEC), auquel participent beaucoup de ses chercheurs. Il est très diversifié puisqu'on y trouve modélisateurs comme expérimentateurs, glaciologues comme spécialistes de la télédétection spatiale ou de l'étude de la qualité de l'air.

## Thèmes de recherche
Les thèmes de recherche du LSCE sont donc répartis sur trois grands axes :
1. les sciences du climat, qui travaille sur la compréhension des mécanismes de la variabilité naturelle du climat à différentes échelles de temps. L'étude se situe à différentes échelles de temps, aussi bien sur les grands cycles climatiques naturels (glaciologie, dendrochronologie,…) que sur le passé plus récent (dit Anthropocène en référence à l'influence de l'homme sur le climat). L'étude de ces deux échelles de temps est complémentaire pour l'étude du climat du futur et du réchauffement climatique notamment.
2. L'étude des cycles biogéochimiques, que travaille sur la compréhension des processus intervenant dans le cycle de composants clés qui interagissent avec le climat. Les équipes de ce thème ont acquis une grande réputation, principalement pour leur travail autour du cycle du carbone ou de celui des aérosols.
3. les géosciences, qui comprennent principalement la géochronologie et l'analyse de géomarqueurs. Ce thème se base sur la maîtrise historique du CEA d'une palette de techniques applicables à l'étude passée et présente de la géosphère et de ses relations avec le climat à partir de traceurs radioactifs.

## Localisation
Le LSCE est établi à l'Orme des Merisiers, sur le site de recherche fondamentale du commissariat à l'Énergie atomique de Saclay. Il était avant 2018 également installé sur le site du CNRS de Gif-sur-Yvette. Son dynamisme actuel lui a permis de croître très rapidement, et aujourd'hui environ 250 chercheurs, thésards et ingénieurs travaillent au LSCE.